# ترن إت إنتو لوف
«ترن إت إنتو لوف» (بالإنجليزية: Turn It Into Love)‏ أو «حوله إلى حب» هي أغنية للفنانة الأسترالية كايلي مينوغ. وقد أخذ من أول ألبوم لها وهو كايلي. أصدرت الأغنية المنفردة في ديسمبر 1988 في اليابان فقط، حيث بلغت المركز الأول في القوائم. والوجه الثاني كان أغنية جديدة بعنوان «ميد إن هيفن» والتي وضعت كوجه ثاني لأغاني أخرى «جي ني سي با بوركوا» و «إتس نو سيكرت» في الدول الأخرى.
هذه الأغنية سادس أغنية منفردة يتم إصدارها من ألبوم كايلي وهي من تأليف وإنتاج ستوك أيتكن واترمان. ويعتبرها الجمهور جوهرة مخفية، وأدت كايلي الأغنية (كجزء من ميدلي) في عروض مثل ون نايت لايك ذيس وشوغيرل هومكامينغ في عقد 2000، وكذلك حفل عيد ميلاد شركة مشروم ريكوردز الخامس والعشرين في ملبورن، أستراليا عام 1998.
تعتبر الأغنية أيضا من بين المفضلات لدى عشاق ستوك أيتكن واترمان، وظهرت أيضا في عام 2005 في المملكة المتحدة ضمن الألبوم التجميعي ستوك أيتكن واترمان غولد، وهي إحدى أغنيتين في الألبوم لم تصدر في المملكة المتحدة.